# Ludwig Heine
Friedrich Ludwig Ferdinand Heine (* um 1796 in Braunschweig; † 2. Dezember 1836 in Berlin) war ein deutscher Maler und Lithograf. 
Heine studierte ab November 1810 an der Akademie der Künste in Berlin, ließ sich anschließend in Berlin als Maler und Lithograf nieder und arbeitete für das „Berliner Galeriewerk“. In den Jahren von 1816 bis 1834 stellte er an der Akademie neben Kopien anderer Künstler auch eigene Ölgemälde, Kreidezeichnungen und Lithografien aus. Seine Themen waren Porträts und religiöse Darstellungen. 

Werkbeispiele
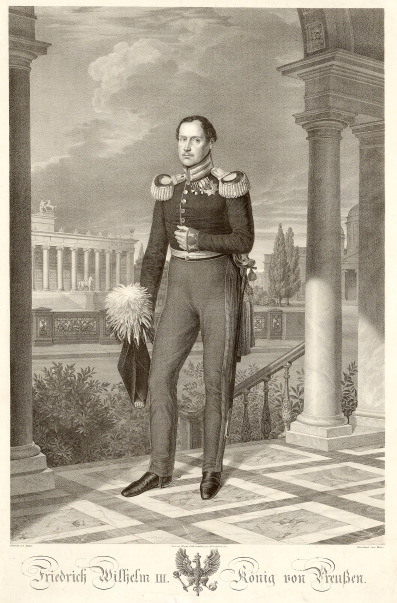
Friedrich Wilhelm III., König von Preußen, Lithografie von Ludwig Heine nach einem Gemälde von Begas,  1827
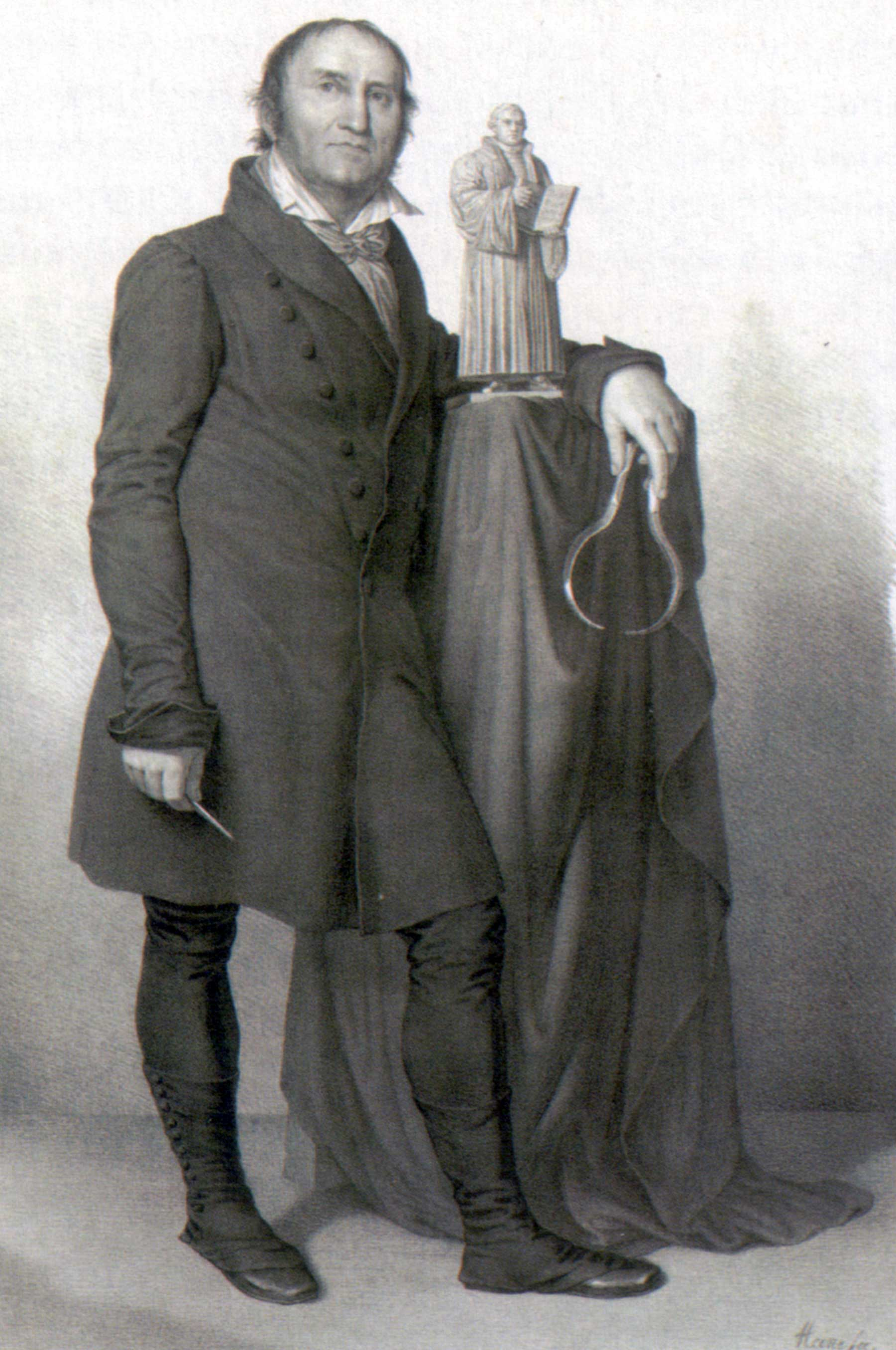
Johann Gottfried Schadow, Lithografie von Ludwig Heine nach Ludwig Buchhorn, 1830